# Sam Raimi
Sam Raimi (Royal Oak, Michigan, 23 d'octubre de 1959) és un director, guionista, actor i productor estatunidenc, conegut per haver creat la saga de culte Evil Dead i dirigit la trilogia de Spider-Man (2002–2007). També ha dirigit la pel·lícula de superherois Darkman (1990), el thriller neo-noir A Simple Plan (1998), el thriller sobrenatural Premonició (2000), la pel·lícula de terror sobrenatural Arrossega'm a l'infern (2009), i la pel·lícula de fantasia Oz the Great and Powerful (2013). També ha produït diverses sèries de televisió de gran èxit, entre les quals hi ha Hercules: The Legendary Journeys i la seva sèrie derivada Xena: Warrior Princess. L'any 1979 va fundar la productora Renaissance Pictures. És germà de l'actor Ted Raimi.
L'octubre de 2019 va anunciar que tornava al cinema de terror després d'una dècada allunyat del gènere, amb un projecte que de moment no tenia nom. La pel·lícula estarà produïda i dirigida per ell, i formarà equip amb Mark Swift i Damian Shannon (autors del reboot Friday the 13th), que escriuran el guió original.

## Biografia
Raimi és fill de Celia Barbara Raimi (Abrams de nom de soltera) i Leonard Ronald Raimi, ambdós comerciants, i germà d'Ivan (guionista, actor i doctor), Ted (actor) i Andrea. Sam tenia un altre germà més gran que ell, Sander, que va morir als 15 anys a causa d'un ofegament accidental, tot i que, segons Raimi, el trauma va unir la família restant i ha donat color a tot allò que el director ha fet a partir d'aquell moment.
Va créixer a Royal Oak, un suburbi de Detroit. Aviat va començar a experimentar amb el cinema, i durant la seva adolescència ja era membre actiu d'un cercle d'actors i directors aficionats de la zona de Detroit. Entre aquest grup es trobaven el seu germà Ted i l'aspirant a actor Bruce Campbell, els quals van esdevenir habituals en les produccions de Raimi. Va estudiar a la Birmingham Groves High School, però quan el seu barri de Detroit es va tornar perillós, la família es va traslladar a Franklin, i poc després va entrar a la Universitat Estatal de Michigan, a East Lansing. Allà va estudiar Anglès del 1977 al 1979, i durant aquella època va fer diversos curtmetratges en 8 mm i el migmetratge It's Murder!, que van donar-li una valuosa experiència; Within the Woods (curtmetratge de 1978) va servir-li de prova per al seu primer i més famós llargmetratge: Possessió infernal (1981).
Està casat des de 1993 amb la productora i directora Gillian Greene, filla de l'actor Lorne Greene i amb qui té cinc fills.

## Filmografia

### Cinema
| Any  | Títol                                                                | Director | Guionista | Productor | Actor | Notes                                             |
| ---- | -------------------------------------------------------------------- | -------- | --------- | --------- | ----- | ------------------------------------------------- |
| 1972 | Out West                                                             | sí       | sí        |           |       | curtmetratge; també director de fotografia        |
| 1975 | The Great Bogus Monkey Pignuts Swindle                               | sí       |           |           |       | curtmetratge                                      |
| 1976 | Uncivil War Birds                                                    | sí       |           |           |       | curtmetratge                                      |
| 1976 | The James R. Hoffa Story, Part II                                    | sí       |           |           |       | curtmetratge                                      |
| 1976 | Mystery No Mystery                                                   | sí       |           |           |       | curtmetratge                                      |
| 1976 | Attack of the Pillsbury Doughboy                                     | sí       |           |           |       | curtmetratge; també director de fotografia        |
| 1977 | The Happy Valley Kid                                                 | sí       |           |           |       | curtmetratge                                      |
| 1977 | Six Months to Live                                                   | sí       |           |           |       | curtmetratge                                      |
| 1977 | Picnic                                                               | sí       |           |           |       | curtmetratge                                      |
| 1977 | It's Murder!                                                         | sí       | sí        | sí        | sí    | migmetratge; també muntador                       |
| 1977 | Civil War Part II                                                    | sí       |           |           |       | curtmetratge                                      |
| 1978 | Attack of the Helping Hand                                           |          |           |           | sí    | curtmetratge                                      |
| 1978 | Shemp Eats the Moon                                                  |          |           |           | sí    | curtmetratge                                      |
| 1978 | Within the Woods                                                     | sí       | sí        | sí        |       | curtmetratge; també muntador                      |
| 1978 | Clockwork                                                            | sí       | sí        | sí        |       | curtmetratge                                      |
| 1979 | William Shakespeare: The Movie                                       | sí       |           |           |       | curtmetratge                                      |
| 1981 | Possessió infernal (The Evil Dead)                                   | sí       | sí        | sí        | sí    | com actor i efectes especials no surt als crèdits |
| 1982 | Cleveland Smith: Bounty Hunter                                       |          |           |           | sí    | curtmetratge                                      |
| 1983 | Hefty's                                                              |          |           |           | sí    |                                                   |
| 1985 | Crimewave                                                            | sí       | sí        |           |       |                                                   |
| 1985 | The Sappy Sap                                                        | sí       |           |           |       | curtmetratge                                      |
| 1985 | Spies Like Us                                                        |          |           |           | sí    |                                                   |
| 1987 | Thou Shalt Not Kill... Except                                        |          |           |           | sí    |                                                   |
| 1987 | Evil Dead II                                                         | sí       | sí        |           | sí    | com actor no surt als crèdits                     |
| 1988 | Maniac Cop                                                           |          |           |           | sí    |                                                   |
| 1989 | Intruder                                                             |          |           |           | sí    |                                                   |
| 1989 | The Dead Next Door                                                   |          |           | sí        |       |                                                   |
| 1990 | Darkman                                                              | sí       | sí        | sí        |       |                                                   |
| 1990 | Mort entre les flors (Miller's Crossing)                             |          |           |           | sí    |                                                   |
| 1990 | Maniac Cop 2                                                         |          |           |           | sí    |                                                   |
| 1991 | Lunatics: A Love Story                                               |          |           | sí        |       |                                                   |
| 1992 | The Nutt House                                                       |          | sí        |           |       |                                                   |
| 1992 | L'exèrcit de les tenebres (Army of Darkness)                         | sí       | sí        |           | sí    | també muntador; com actor no surt als crèdits     |
| 1992 | Sang fresca (Innocent Blood)                                         |          |           |           | sí    |                                                   |
| 1993 | Indian Summer                                                        |          |           |           | sí    |                                                   |
| 1993 | Hard Target                                                          |          |           | sí        |       |                                                   |
| 1994 | Timecop                                                              |          |           | sí        |       |                                                   |
| 1994 | El gran salt (The Hudsucker Proxy)                                   | sí       | sí        |           | sí    |                                                   |
| 1994 | The Flintstones                                                      |          |           |           | sí    |                                                   |
| 1995 | Galaxis                                                              |          |           |           | sí    |                                                   |
| 1995 | Ràpida i mortal (The Quick and the Dead)                             | sí       |           |           |       |                                                   |
| 1995 | Darkman II: The Return of Durant                                     |          |           | sí        |       | Direct-to-video                                   |
| 1996 | Darkman III: Die Darkman Die                                         |          |           | sí        |       | Direct-to-video                                   |
| 1998 | A Simple Plan                                                        | sí       |           |           |       |                                                   |
| 1998 | Hercules and Xena – The Animated Movie: The Battle for Mount Olympus |          |           | sí        |       | Direct-to-video                                   |
| 1998 | Young Hercules                                                       |          |           | sí        |       | Direct-to-video                                   |
| 1999 | For Love of the Game                                                 | sí       |           |           |       |                                                   |
| 2000 | Premonició (The Gift)                                                | sí       |           |           |       |                                                   |
| 2002 | Spider-Man                                                           | sí       |           |           | sí    | també efectes especials (no surt als crèdits)     |
| 2002 | Xena: Warrior Princess – A Friend in Need                            |          |           | sí        |       | Direct-to-video                                   |
| 2004 | Spider-Man 2                                                         | sí       |           |           | sí    |                                                   |
| 2004 | The Grudge                                                           |          |           | sí        |       |                                                   |
| 2005 | Boogeyman                                                            |          |           | sí        |       |                                                   |
| 2006 | The Grudge 2                                                         |          |           | sí        |       |                                                   |
| 2007 | Spider-Man 3                                                         | sí       | sí        |           |       |                                                   |
| 2007 | The Messengers                                                       |          |           | sí        |       |                                                   |
| 2007 | 30 dies de foscor (30 Days of Night)                                 |          |           | sí        |       |                                                   |
| 2007 | Rise: Blood Hunter                                                   |          |           | sí        |       |                                                   |
| 2009 | Arrossega'm a l'infern (Drag Me to Hell)                             | sí       | sí        | sí        | sí    | com actor no surt als crèdits                     |
| 2012 | The Possession                                                       |          |           | sí        |       |                                                   |
| 2013 | Possessió infernal (Evil Dead)                                       |          | sí        | sí        |       |                                                   |
| 2013 | Oz the Great and Powerful                                            | sí       |           |           |       |                                                   |
| 2013 | 3 Geezers!                                                           |          |           |           | sí    |                                                   |
| 2015 | Poltergeist                                                          |          |           | sí        |       |                                                   |
| 2015 | 1 Chisper                                                            |          |           | sí        |       |                                                   |
| 2016 | El llibre de la selva (The Jungle Book)                              |          |           |           | sí    | veu                                               |
| 2016 | Don't Breathe                                                        |          |           | sí        |       |                                                   |
| 2017 | The Black Ghiandola                                                  | sí       |           |           |       | curtmetratge                                      |
| 2019 | Crawl                                                                |          |           | sí        |       |                                                   |

### Televisió
| Any       | Títol                                | Director | Guionista | Productor | Actor | Notes                           |
| --------- | ------------------------------------ | -------- | --------- | --------- | ----- | ------------------------------- |
| 1993      | Bosses de cadàvers (Body Bags)       |          |           |           | sí    | telefilm                        |
| 1993      | Journey to the Center of the Earth   |          |           |           | sí    | telefilm                        |
| 1994      | Hercules and the Lost Kingdom        |          |           | sí        |       | telefilm                        |
| 1994      | Hercules and the Circle of Fire      |          |           | sí        |       | telefilm                        |
| 1994      | Hercules in the Underworld           |          |           | sí        |       | telefilm                        |
| 1994      | Hercules in the Maze of the Minotaur |          |           | sí        |       | telefilm                        |
| 1994      | The Stand                            |          |           |           | sí    | minisèrie; episodi: "The Stand" |
| 1994      | M.A.N.T.I.S.                         |          |           | sí        |       | telefilm                        |
| 1994-1997 | M.A.N.T.I.S.                         |          |           | sí        |       | sèrie de TV                     |
| 1995-1996 | American Gothic                      |          |           | sí        |       | sèrie de TV                     |
| 1995-1999 | Hercules: The Legendary Journeys     |          |           | sí        |       | sèrie de TV                     |
| 1995-2001 | Xena: Warrior Princess               |          |           | sí        |       | sèrie de TV                     |
| 1997      | The Shining                          |          |           |           | sí    | minisèrie; episodi 1.3          |
| 1997      | Spy Game                             |          |           | sí        |       | sèrie de TV; també creador      |
| 1998-1999 | Young Hercules                       |          |           | sí        |       | sèrie de TV                     |
| 2000-2001 | Jack of All Trades                   |          |           | sí        |       | sèrie de TV                     |
| 2000-2001 | Cleopatra 2525                       |          |           | sí        |       | sèrie de TV                     |
| 2008-2010 | Legend of the Seeker                 |          |           | sí        |       | sèrie de TV; també creador      |
| 2009      | 13: Fear Is Real                     |          |           | sí        |       | sèrie de TV                     |
| 2010      | Zombie Roadkill                      |          |           | sí        |       | sèrie de TV                     |
| 2011      | Spartacus: Gods of the Arena         |          |           | sí        |       | minisèrie                       |
| 2013      | Spartacus: War of the Damned         |          |           | sí        |       | sèrie de TV                     |
| 2014      | Rake                                 | sí       |           | sí        |       | sèrie de TV; 2 episodis         |
| 2015-2018 | Ash vs Evil Dead                     | sí       | sí        | sí        |       | sèrie de TV; episodi: "El jefe" |

## Guardons

### Premis
- 1982: Premi internacional de la crítica al Festival Internacional de Cinema Fantàstic de Catalunya per Possessió infernal[10]
- 1990: Premi al millor director al Festival Internacional de Cinema Fantàstic de Catalunya per Darkman, ex aequo amb John McNaughton (per Harry, un amic que us estima)[11]
- 1992: Premi honorífic Màquina del Temps al Festival Internacional de Cinema Fantàstic de Catalunya[12]
- 1993: Premi Corb d'or al Festival Internacional de Cinema Fantàstic de Brussel·les per L'exèrcit de les tenebres[2][13]
- 1993: Premi de la crítica al Fantasporto per L'exèrcit de les tenebres[13][14]
- 1994: Premi Saturn a la millor pel·lícula de terror per L'exèrcit de les tenebres[14]
- 1999: Premi especial del jurat al Festival de Cinema Policíac de Cognac, per A Simple Plan[2]
- 2001: Premi Saturn George Pal Memorial, concedit per l'Academy of Science Fiction, Fantasy and Horror Films[2][13]
- 2005: Premi Saturn al millor director, per Spider-Man 2[13]
- 2005: Premi Empire al millor director, per Spider-Man 2[15]

### Nominacions
- 1987: Premi a la millor pel·lícula al Festival Internacional de Cinema Fantàstic de Catalunya per Evil Dead II
- 1988: Premi a la millor pel·lícula al Fantasporto per Evil Dead II[2]
- 1990: Premi a la millor pel·lícula al Festival Internacional de Cinema Fantàstic de Catalunya per Darkman
- 1991: Premi Saturn al millor director, per Darkman
- 1992: Premi a la millor pel·lícula al Festival Internacional de Cinema Fantàstic de Catalunya per L'exèrcit de les tenebres[14]
- 1993: Premi a la millor pel·lícula al Fantasporto per L'exèrcit de les tenebres[2][14]
- 1993: Gran premi al Festival internacional de cinema fantàstic d'Avoriaz per L'exèrcit de les tenebres[2][13]
- 2003: Premi Saturn al millor director, per Spider-Man[2]
- 2003: Premi Empire al millor director, per Spider-Man
- 2008: Premi Saturn al millor director, per Spider-Man 3